# Société d’application et de revêtement
La Société d’application et de revêtement ou SAR fut l'entreprise à l'origine de l'affaire des HLM de Paris.

## Chronologie
- 20 janvier 1994 : la Direction générale des Impôts (DGI) transmet au parquet du tribunal de Créteil une enquête sur la SAR (Société d’application et de revêtement), l’une des plus grosses sociétés de peinture de la région parisienne, basée dans le Val-de-Marne. Son PDG, Francis Poullain, est soupçonné d'avoir réglé de fausses factures afin d’obtenir des marchés auprès des offices HLM des Hauts-de-Seine et de Paris. Une information judiciaire est confiée au juge Éric Halphen. C'est le début de l'affaire des HLM des Hauts-de-Seine et de l'affaire des HLM de Paris.

- 3 août 1994 : Francis Poullain est mis en examen. Il est remis en liberté le 8 septembre 1994.

- 29 septembre 1994 : cité dans le rapport de la DGI comme l’un des bénéficiaires présumés des versements de Francis Poullain, Jean-Claude Méry, promoteur immobilier, ancien membre du comité central du RPR, qui se présente comme collecteur de fonds pour la formation gaulliste, est mis en examen et écroué. C'est le début de l'affaire Méry dont l'épilogue sera la diffusion de la cassette Méry, détaillant le modus operandi des malversations de la mairie de Paris de Jacques Chirac.

- Juin 2006 : Condamnation de Francis Poullain par le tribunal correctionnel de Paris à 18 mois de prison avec sursis et 40 000 euros d'amende.